# Stefan Stec

Le damier utilisé par l'armée de l'air polonaise entre 1918-1921.

Stefan Stanisław Stec (né le 25 novembre 1889 à Lemberg - mort le 11 mai 1921 à Varsovie) est un pilote de chasse polonais et austro-hongrois, as de l'aviation, titulaire de 5 victoires homologuées, l'auteur de la marque d'identification des aéronefs de l'Armée de l'air polonaise, le damier polonais.

## Biographie

### Jeunesse et Première Guerre mondiale
Stefan Stec est né le 25 novembre 1889 à Lemberg, il est le fils de Stefan et Anna née Słonecka, il est diplômé de l'École polytechnique de Lwów.
Le 1er août 1914 il est appelé dans l'Armée austro-hongroise. Après avoir terminé l'école des officiers de réserve, il sert dans le 10e Régiment de Pionniers. En novembre 1915 il est transféré dans l'Armée de l'air impériale et royale pour suivre l'entraînement d'observateur aérien à Wiener Neustadt. Le 31 janvier 1916 il est affecté à la Fliegerkompagnie 3 au sein de laquelle il combat en tant qu'observateur sur le front de l'est. Le 2 septembre 1917 il remporte sa première victoire, volant sur Hansa-Brandenburg C.I avec le pilote K.Heran, Stec abat son premier avion, un Nieuport, non loin de Monastyryska. Le 1er février 1918 il est promu au grade de lieutenant (Oberleutnant).
En février 1918 il passe son brevet de pilote, puis il suit une formation de pilote de chasse. Le 1er mai 1918, après être devenu chasseur, il revient à son escadrille où il pilote des Albatros D.III sur le front austro-italien. Le 17 juin il prend le commandement par intérim de la Fliegerkompagnie 9 et assume cette fonction jusqu'au 4 juillet. Le 16 juillet il descend un Hanriot HD 1 italien près du lac de Garde. Le 10 août il remporte sa troisième et dernière victoire de la Grande Guerre.

### Au service de la Pologne
Membre de l'Organisation militaire polonaise (Polska Organizacja Wojskowa) Stec arrive en octobre 1918 à Lwów. Début novembre, lorsque le front de la guerre polono-ukrainienne atteint la ville, il prend part aux combats. Le 6 novembre il gagne l'aérodrome de Lewandówka conquis par les Polonais, puis il rejoint l'aviation polonaise tout juste formée. Le lendemain il effectue sa première mission aux couleurs polonaises qui consiste à bombarder les positions ukrainiennes.
Pendant la Grande Guerre, Stec au service de l'Armée de l'air impériale et royale, arbore le damier en tant que son emblème personnel, apposé sur son avion. Le 1er décembre 1918 par ordre de l'état-major de l'Armée polonaise cet emblème devient la marque d'identification des aéronefs de l'Armée de l'air polonaise.
En janvier 1919 il est envoyé à Vienne dans le but d'acheter des avions. Le 17 mars il revient sur le front où il rejoint son unité, devenue entre-temps la 6e escadrille. En avril il prend le commandement de la 7e escadrille. Le 19 avril, aux commandes d'un Fokker E.V il descend un chasseur ukrainien, Nieuport 11 « Bébé » et le 10 mai il remporte sa 5e victoire en abattant un ballon d'observation ce qui lui donne le titre d'as de l'aviation. En octobre 1919 il part en France pour compléter ses études à l'École supérieure d’aéronautique.
De son retour en Pologne, en 1920 il s'engage dans le démarrage de la production aéronautique nationale et devient chef de section de fabrication du département de l'aéronautique au Ministère des affaires militaires.
Stefan Stec périt dans une catastrophe aérienne à Varsovie le 11 mai 1921.

## Tableau de chasse
| Date       | Appareil(s) abattu(s) |
| ---------- | --------------------- |
| 02/09/1917 | Nieuport              |
| 16/07/1918 | Hanriot HD 1          |
| 10/08/1918 | avion ennemi          |
| 29/04/1919 | Nieuport 11 « Bébé »  |
| 10/05/1919 | ballon d'observation  |

## Décorations
- - croix d'argent de l'ordre militaire de Virtuti Militari (Pologne).
- - croix de la Valeur polonaise 3 fois (Pologne).
- - chevalier de 3e classe de l'ordre de la Couronne de fer (Autriche-Hongrie).
- - médaille pour la Bravoure (Autriche-Hongrie).
- - chevalier de 2e classe de la croix de fer (Allemagne).